# Stieldorfer Passionsspiel
Die Stieldorfer Passionsspiele begannen 1889 als Laienaufführung in einem Saal in Stieldorf bei Königswinter. 1909 besuchten über 50.000 Zuschauer das über den ganzen Sommer dargebotene Passionsspiel im Passionsspielhaus. Die letzten Vorführungen fanden 1935 statt.

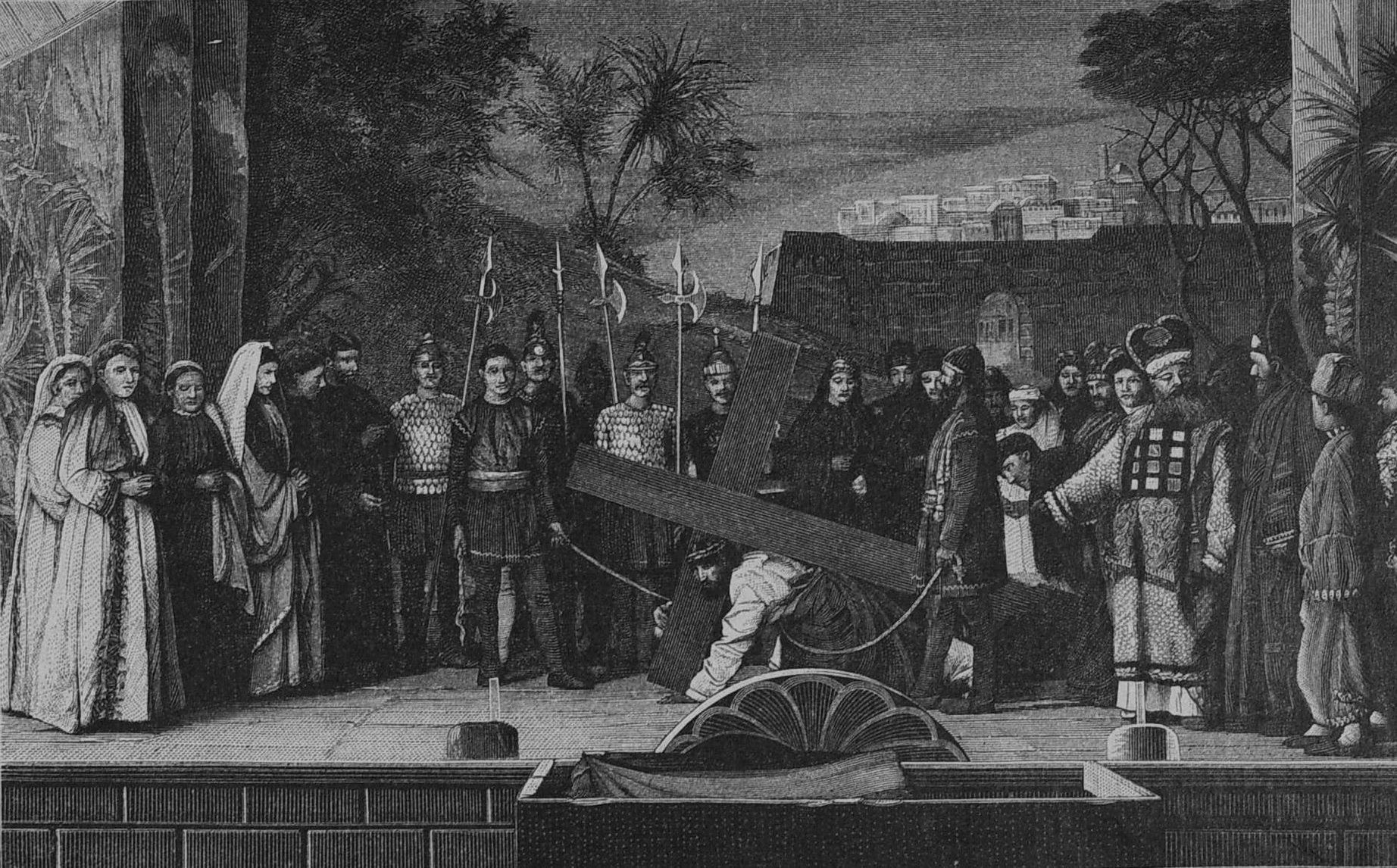
Gruppe aus dem Stieldorfer Passionsspiel: Die Kreuztragung, nach einer Photographie von Emil Koch in Bonn, in: Die Gartenlaube, 1892

## Geschichte
Die Idee zu den Passionsspielen brachte Michael Weyler (1841–1920), der Dirigent des Stieldorfer Kirchenchores, von einem Besuch der Oberammergauer Passionsspiele im Jahre 1880 mit. 1889 und 1890 fanden die ersten Laienaufführungen in einem Saal statt. Bereits 1892 wurde eine eigene Festspielhalle gebaut, um dem enormen Zuschauerandrang gerecht zu werden. Diese erwies sich bald als zu klein und es wurde ein Haus erbaut, in dem 1300 Personen Platz fanden. 1897, 1902 und 1909 wurden die Passionsspiele die ganze Sommersaison hindurch aufgeführt. Nach einer Pause während des Ersten Weltkrieges fanden die Spiele erst 1928 wieder statt. Inzwischen beteiligten sich auch Fachkräfte aus Bonn und Düsseldorf an den Aufführungen, so auch der Bühnenbildner Walter von Wecus. Nach 1935 wurden die Passionsspiele auf Druck der NSDAP eingestellt.
Die Mitwirkung an den Aufführungen erfolgte ehrenamtlich. Nur in Ausnahmefällen erfolgte eine Entschädigung für Verdienstausfall.